# Pentacarbonil de ferro
El pentacarbonil de ferro, o carbonil de ferro, és un compost químic amb fórmula Fe(CO)₅. Sota condicions estàndard és un líquid de color palla amb una olor picant. Aquest compost és un precursor comú de molts compostos de ferro, incloent-hi a molts que són útils en la síntesi orgànica. El Fe(CO)₅ es prepara fent reaccionar partícules fines de ferro amb monòxid de carboni. El Fe(CO)₅ resulta un producte de compra molt econòmica.

## Propietats
El pentacarbonil de ferro és un dels metal·locarbonils homolèptics. El Fe(CO)₅ té una estructura simètrica i càrrega neutra, és volàtil.
El Fe(CO)₅ és la molècula fluxional.
De vegades el carbonil de ferro (en anglès:Iron carbonyl) es confon amb el ferro de carbonil (en anglès:carbonyl iron), aquest últim és un metall de gran puresa preparat per la descomposició del pentacarbonil de ferro.

## Producció industrial
La producció d'aquest compost és similar a la del Procés Mond però cal utilitzar ferro esponjós i condicions de reacció més dures de monòxid de carboni a pressió de 5-30 MPa i a temperatura de 150-200 °C. El sofre actua de catalitzador.
La majoria del pentacarbonil de ferro produït es descompon in situ per donar ferro de carbonil pur (carbonyl iron) en analogia amb el níquel de carbonil (carbonyl nickel). Una part del pentacarbonil de ferro és cremat per donar òxid de ferro. Els altres usos del pentacarbonil són molt petits en comparació amb aquests.
Milers de compostos deriven del Fe(CO)₅.

## Toxicitat
El Fe(CO)₅ és tòxic, amb problemes per la seva alta volatilitat. Si s'inhala, pot causar irritació als pulmons. És inflamable.